# 도쿄도 교통국 6000계 전동차 (궤도)

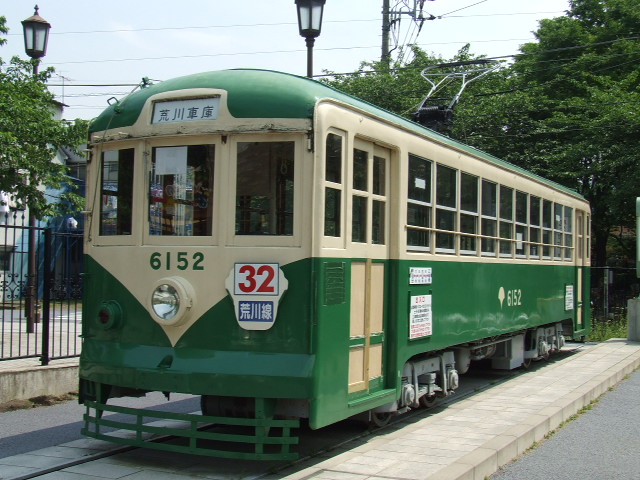
아라카와 유원에서 보존중인 6000형 6152호차

도쿄 도 교통국 6000계 전동차(일본어: 東京都交通局6000形電車)는 1947년에 등장한 도쿄 도 교통국의 노면전차(통칭: 도덴/일본어: 都電, とでん)차량이다. 현재는 모든 차량이 퇴역하고 있으며 현역으로 운행하는 차량은 없다.

## 개요
1947년부터 1952년까지 6년 동안에 290량이 제작되었다.같은 시절에 차체갱신된 3000형 242량과 4000형 117량도 6000형과 같은 외형으로 제작되어 그 모습이 도덴의 표준형태가 되었다.또 일본국내 각지의 노면전차에도 이 형식과 비슷한 설계의 차량이 등장했다.자세히 보면 제작년도 및 제작사 차이로 형태의 차이가 보인다.
1,067mm궤간인 도덴 수기나미선을 제외한 대부분의 노선에 투입되었다.그 후 대부분의 차량은 도덴 아라카와선 이외의 모든 노선이 폐지될 때까지에 폐차되었으나 그 중 13량은 1978년에 아라카와선이 원맨운전을 개시하기 전까지 영업용으로 사용되었다.또 그 중 5량은 원맨운전 개시기념 꽃전차 '을 6000형 '으로 개조되어 꽃전차로 사용되어 후년 폐차되었다.마지막에 남은 1량인 6152호차는 응급차로 사용되어 있었으나 1987년에 이벤트용으로 부활, 평판이 좋았기 때문에 1988년에는 차체 갱신도 실시되어 계속 이벤트용으로 영업운행에 종사했다.(차체 색깔은 부활과 동시에 구도색인 녹색과 크림색으로 색깔 변경)
'잇큐상(一球さん)'이라는 애칭으로 운용되었으나 케이후쿠 전기철도(현 에치젠 철도)의 충돌사고 발생후, 제동계통이 1계통뿐만인 점이 문제가 되고 또 그 대책으로 다액의 비용이 필요하지만 재정난인 도쿄도에서는 부담하지 못한다는 이유로 2000년 12월에 휴차, 2001년 12월에 폐차수속을 거쳐 현재는 아라카와유원내에 정태보존되어 있다.

## 주요 제원
- 제작년도 : 1947∼1953년
- 길이 : 12,300mm
- 폭 : 2,210mm
- 높이 : 3,400mm
- 자중 : 16.0t
- 승차인원 : 96(좌석 22)명
- 전동기 출력, 구동방식 : 52kW×2, 노우즈 서스펜션(nose suspension drive)

## 을 6000형 전차
6000형 전차를 개조하여 등장한 전동무개화차.
도덴 아라카와선 완전 원맨운전화에 따라 1959년 이래 19년 만에 꽃전차를 운행하게 되었으나 원래 꽃전차에 사용하던 무개차가 벌써 폐차가 되어 있었기 때문에 6000형의 창문에서 위의 부분을 절거해서 꽃전차 전용으로 개조된 차량이다.개조된 차량은 5량(6209-6213호차)이고 운행후도 다음 꽃전차 운행을 위해 휴차로 보관되어 있었으나 1981년에 폐차, 해체되었다.

## 보존차량

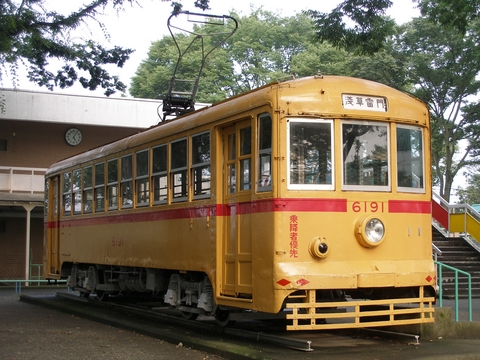
후츄시에서 보존되어 있는 6191호차

- 6063호차 -- 분쿄구 신메이도덴차고적공원(文京区 神明都電車庫跡公園)
- 6080호차 -- 아수카야마 공원(北区 飛鳥山公園,도덴 아라카와선 아수카야마 정류장/JR 케이힌도호쿠선 오지역 근처)
- 6086호차 -- 도덴 아라카와 전차영업소(아라카와 차고)에 보존중.1978년에 퇴역한 후 개인에게 양도되어 보존되었으나 2008년 6월에 아라카와 차고에서 보존하게 되었다.
- 6152호차 -- 아라카와 유원(荒川区 あらかわ遊園)
- 6162호차 -- 도시마구 오츠카 미나미 공원(豊島区 大塚南公園,도덴 오츠카역앞 정류장/JR오츠카역 근처)
- 6191호차 -- 후츄시 교통유원(府中市 交通遊園)